# Traktovaia
Traktovaia (în rusă Трактовая) este un sat din raionul Tulun, Regiunea Irkutsk, Rusia. Intră  în componența formațiunii municipale Șeragul. Este situat la aproximativ 33 de kilometri la est de centrul raional Tulun. În 2010 în acest sat locuiau 167 de persoane (88 bărbați și 79 de femei).